# Estany de Colieto
|  | No s'ha de confondre amb Estanys de Colieto. |

L'Estany de Colieto, o Bassot de Colieto, és un llac que es troba en el terme municipal de la Vall de Boí, a la comarca de l'Alta Ribagorça, i dins del Parc Nacional d'Aigüestortes i Estany de Sant Maurici.

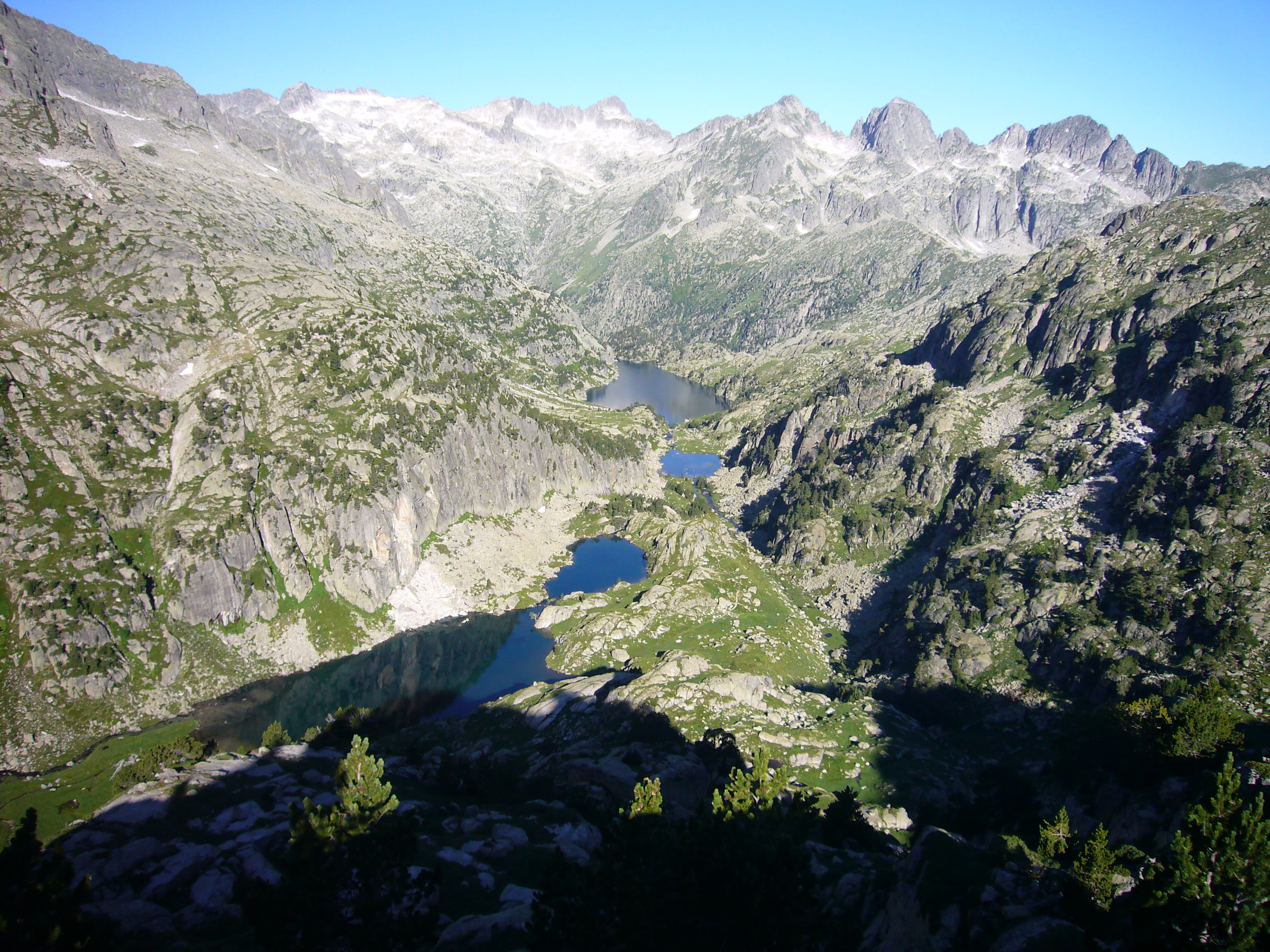
Estanys Gran de Colieto, de Colieto i Negre, vistos des del Bony dels Estanys de Colieto.

El llac està situat a 2.154 metres d'altitud, a la part baixa de la Vall de Colieto. Rep les aigües del Estany Gran de Colieto (SE) i dels Estanys de Colieto (E). Drena cap l'Estany Negre (la Vall de Boí) (O).

## Rutes[2]
- A pocs minuts de sortir del Refugi Joan Ventosa i Calvell, just a l'entrada de la Vall de Colieto.